# Georg Dragendorff
Johann Georg Noël Dragendorff (8. dubna 1836 Rostock – 7. dubna 1898 tamtéž) byl německý chemik a profesor farmacie na univerzitě v Tartu.

## Život

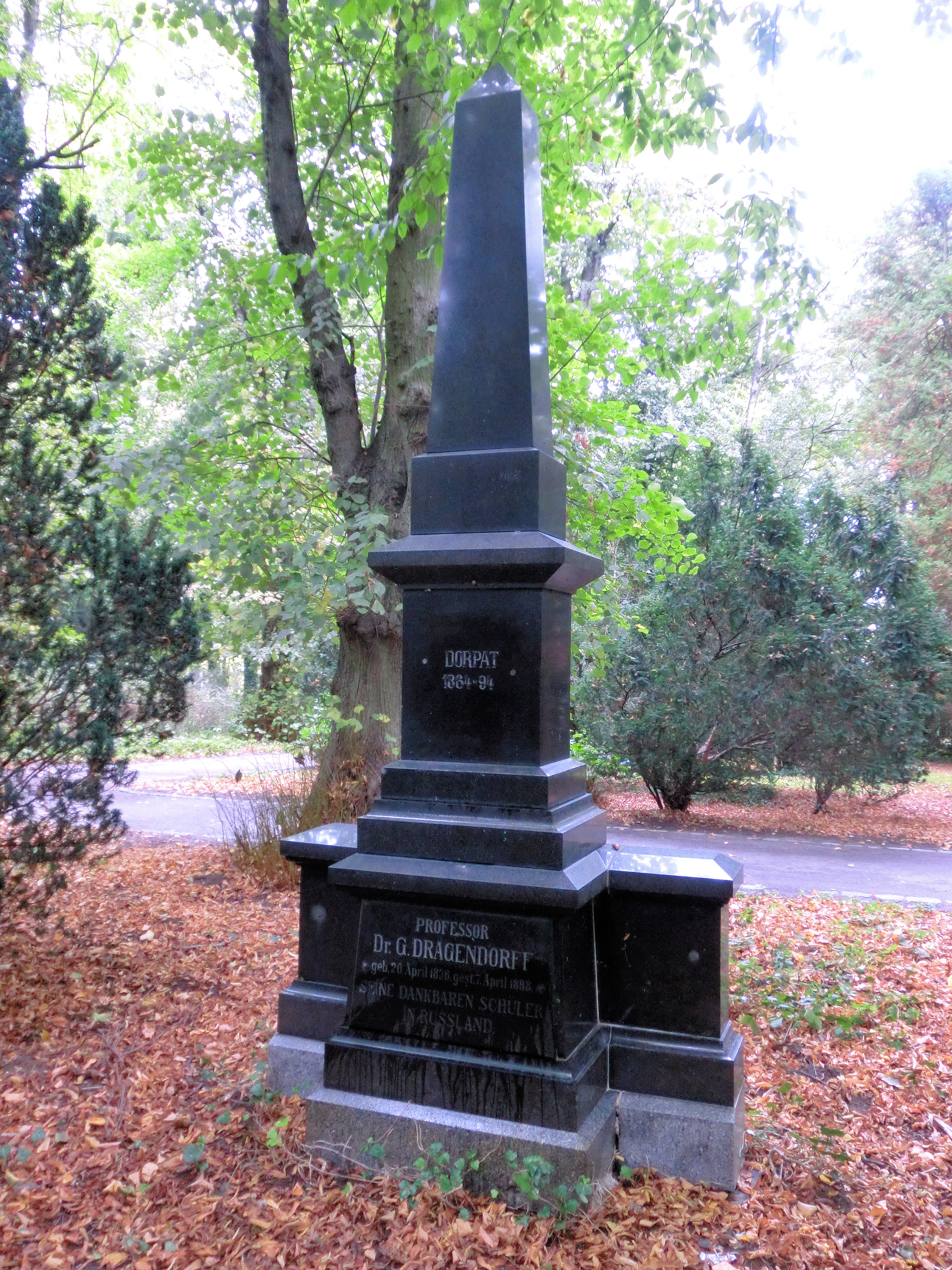
Hrob Georga Dragendorffa na „Starém hřbitově“ v Rostocku (dnes Lindenpark)

Georg Dragendorff byl synem rostockého soukromého docenta a dvorního lékaře Ludwiga Dragenhoffa (1811–1856). Studoval v rodném městě u Franze F. Schulze. Promoval v roce 1861 a získal titul Dr. phil. Od roku 1864 byl řádným profesorem farmacie v Tartu (tehdy Dorpat), kde působil třicet let. V roce 1872 zveřejnil své poznatky v práci popisující činidlo známé jako Dragendorffovo činidlo. V letech 1890 až 1893 byl prezidentem „Estonské přírodovědné společnosti“ (Eesti Looduseuurijate Selts). Z politických důvodů musel v roce 1894 z Dorpatu odejít. Vrátil se do Rostocku, kde dále vědecky působil. Mnichovská univerzita mu v roce 1872 propůjčila čestný doktorát. Od roku 1856 byl členem studentského spolku Obotritia Rostock. Georg Dragendorff je považován za zakladatele fytochemie léčivých rostlin. Věnoval se studiu léčivých rostlin a v roce 1882 zveřejnil práci o „Kvalitativní a kvantitativní analýze léčivých rostlin“ (německy Die qualitative und quantitative Analyse von Pflanzentheilen). Velkou pozornost věnoval souvislostem mezi chemickým složením a botanickými rysy jako základu fylogenetické systematiky. Věnoval mnoho času studiu léčivých rostlin z Turkestánu, Tibetu, Číny a Afriky. Jeho stěžejní dílo Die Heilpflanzen der verschiedenen Völker und Zeiten („Léčivé rostliny různých národů a období“) s popisem více než 1200 exemplářů z roku 1896 bylo poprvé vydáno až po jeho smrti.
Jeho syny byli historik a archivář Ernst, archeolog Hans a anatom Otto Dragendorff.

## Dílo
výběr
- Beiträge zur gerichtlichen Chemie. St. Petersburg 1871
- Die gerichtlich-chemische Ermittelung von Giften in Nahrungsmitteln, Luftgemischen, Speiseresten, Körpertheilen etc. 1. vyd. H. Schmitzdorff, St. Petersburg 1868; 2. vyd. tamtéž 1876; 3. a 4. vydání Vandenhoeck & Ruprecht, Göttingen 1888, resp. 1895
- Die qualitative und quantitative Analyse von Pflanzen und Pflanzentheilen: Mit eingedruckten Holzschnitten und einer lithogr. Tafel. Vandenhoeck & Ruprecht, Göttingen 1882. Digitalizované vydání, Universitäts- und Landesbibliothek Düsseldorf
- Die Heilpflanzen der verschiedenen Völker und Zeiten. Ihre Anwendung, wesentlichen Bestandtheile und Geschichte. Ein Handbuch für Ärzte, Apotheker, Botaniker und Droguisten. Ferdinand Enke, Stuttgart 1898 (Reprographischer Nachdruck München 1968)